# 埃塞俄比亞的希臘人
希臘人，是埃塞俄比亞的少數族群，人口約500人。他們在當地的歷史可追溯至18世紀，他們多生活在首都阿的斯阿貝巴和德雷達瓦。

## 歷史
埃塞俄比亞這個名字本身就是希臘文，意思是“燒焦了的臉”。它首先在荷馬史詩中被證實，但它不太可能涉及任何特定的國家，而是指非洲人的後裔。埃塞俄比亞的希臘社區首先在18世紀（1740年）出現，由工匠和水手組成。他們對埃塞俄比亞和歐洲間的貿易起中介作用。探險家詹姆斯·布魯斯（James Bruce）報導說，來自士麥那的許多希臘難民在皇帝伊阿蘇二世統治時期抵達貢德爾，其中包括十二位銀匠，皇帝命他們投入工作，為他的宮廷和貢德爾的教堂生產各種物品。
20世紀初，社區看到了鼎盛時期，1908年亞歷山大牧首建立了阿克蘇姆聖城，還有亞的斯亞貝巴（1918年）和達雷德瓦（1921年）的希臘組織。

## 現狀
在二戰戰後時期，社區達到了3000人。在1974年革命期間，德爾格推翻了国王海爾·塞拉西，當時德爾格對所有外國人的敵意大幅度地減少，希臘族群人口到現在的500人左右。
今天，首都還有一所希臘學校，同一座城市還有一座希臘東正教教堂。學校有大約120名學生，其中許多人獲得獎學金繼續前往希臘學習。 然而，希臘人主動利用埃塞俄比亞現有的投資機會，提出了越來越多的倡議。